# Meistriliiga 1995-1996
La Meistriliiga 1995-1996 fu la quinta edizione della massima serie del campionato di calcio estone conclusa con la vittoria del Lantana Tallinn, al suo primo titolo.

## Formula
Fu confermata la formula della precedente stagione: il numero di squadre rimase fermo ad otto e il torneo era diviso in due fasi: nella prima fase le squadre si incontrarono in turni di andata e ritorno, per un totale di 14 incontri per squadra. Venivano assegnati tre punti per la vittoria, uno per il pareggio e zero per la sconfitta. Le prime sei classificate si qualificavano nel girone per il titolo, portandosi dietro la metà (approssimata per eccesso) dei punti accumulati nella prima fase.
Le ultime due classificate dovevano invece disputare un torneo a sei insieme alle prime quattro classificate dell'Esiliiga 1995-1996: al termine di tale girone le prime due potevano ottenere il posto in Meistriliiga.

## Squadre partecipanti
| Club                     | Città   | Stagione precedente |
| ------------------------ | ------- | --- |
| EP Jõhvi                 | Jõhvi   | 5° in Meistriliiga |
| Flora Tallinn            | Tallinn | Campione estone |
| Lantana Tallinn          | Tallinn | 2° in Meistriliiga |
| Pärnu JK                 | Pärnu   | 7° in Meistriliiga, 2º nel girone promozione/retrocessione di Meistriliiga, vincitore dello spareggio                                                                         |
| Sadam Tallinn            | Tallinn | 4° in Meistriliiga |
| Tervis Pärnu             | Pärnu   | 2º nel girone sud di Esiliiga, 1º nel girone promozione/retrocessione di Meistriliiga, promosso                                                                               |
| Tevalte-Marlekor Tallinn | Tallinn | Il Tevalte era stato escluso dal campionato 1993-1994, ma riammesso al termine della stagione 1994-1995; il titolo fu poi ceduto al Markelor, dando vita al Tevalte-Markelor. |
| Trans Narva              | Narva   | 3° in Meistriliiga |

## Primo turno
| Pos. | Squadra                  | Pt | Pt2 | G  | V  | N | P  | GF | GS | DR  |
| ---- | ------------------------ | -- | --- | -- | -- | - | -- | -- | -- | --- |
| 1    | Lantana Tallinn          | 33 | 17  | 14 | 10 | 3 | 1  | 37 | 8  | +29 |
| 2    | Trans Narva              | 22 | 11  | 14 | 6  | 4 | 4  | 22 | 16 | +6  |
| 3    | Flora Tallinn            | 22 | 11  | 14 | 6  | 4 | 4  | 37 | 19 | +18 |
| 4    | Sadam Tallinn            | 21 | 11  | 14 | 6  | 3 | 5  | 23 | 16 | +7  |
| 5    | Tevalte-Marlekor Tallinn | 20 | 10  | 14 | 6  | 2 | 6  | 20 | 19 | +1  |
| 6    | Tervis Pärnu             | 17 | 9   | 14 | 5  | 2 | 7  | 25 | 29 | -4  |
| 7    | EP Jõhvi                 | 17 | -   | 14 | 3  | 8 | 3  | 13 | 17 | -4  |
| 8    | Pärnu JK                 | 2  | -   | 14 | 0  | 2 | 12 | 8  | 61 | -53 |

### Verdetti
- Lantana Tallinn, Trans Narva, Flora Tallinn, Sadam Tallinn, Tevalte-Marlekor Tallinn e Tervis Pärnu ammessi al girone per il titolo.
- Pärnu JK ed Eesti Põlevkivi Jõhvi ammessi al Girone promozione/retrocessione.

## Secondo turno

### Girone per il titolo
|                    | Pos. | Squadra                  | Pt           | G  | V | N | P | GF | GS | DR  |
| ------------------ | ---- | ------------------------ | ------------ | -- | - | - | - | -- | -- | --- |
| Estonia (bandiera) | 1    | Lantana Tallinn          | 20 + 17 = 37 | 10 | 6 | 2 | 2 | 21 | 7  | +14 |
|                    | 2    | Flora Tallinn            | 20 + 11 = 31 | 10 | 6 | 2 | 2 | 14 | 3  | +11 |
|                    | 3    | Tevalte-Marlekor Tallinn | 21 + 10 = 31 | 10 | 7 | 0 | 3 | 13 | 10 | +3  |
|                    | 4    | Sadam Tallinn            | 13 + 11 = 24 | 10 | 4 | 1 | 5 | 17 | 19 | -2  |
|                    | 5    | Trans Narva              | 8 + 11 = 19  | 10 | 2 | 2 | 6 | 11 | 16 | -5  |
|                    | 6    | Tervis Pärnu             | 4 + 9 = 13   | 10 | 1 | 1 | 8 | 7  | 28 | -21 |

### Girone promozione/retrocessione
|  | Pos. | Squadra               | Pt | G  | V | N | P | GF | GS | DR  |
|  | ---- | --------------------- | -- | -- | - | - | - | -- | -- | --- |
|  | 1    | EP Jõhvi              | 21 | 10 | 7 | 0 | 3 | 23 | 7  | +16 |
|  | 2    | Vall Tallinn          | 21 | 10 | 7 | 0 | 3 | 18 | 9  | +9  |
|  | 3    | Norma Tallinn         | 17 | 10 | 5 | 2 | 3 | 13 | 11 | +2  |
|  | 4    | Pärnu JK              | 14 | 10 | 4 | 2 | 4 | 12 | 20 | -8  |
|  | 5    | Dünamo Tallinn        | 8  | 10 | 2 | 2 | 6 | 8  | 14 | -6  |
|  | 6    | Jalgpallikool Tallinn | 5  | 10 | 1 | 2 | 7 | 9  | 22 | -13 |

### Verdetti
- Lantana Tallinn campione di Estonia e qualificato al turno preliminare di Coppa UEFA 1996-1997.
- Sadam Tallinn qualificato al turno preliminare di Coppa delle Coppe 1996-1997 come vincitore della Coppa d'Estonia.
- Trans Narva qualificato alla fase a gironi di Coppa Intertoto 1996.
- Pärnu JK retrocesso in Esiliiga.
- Vall Tallinn promosso in Meistriliiga.

## Classifica marcatori
| Pos | Nome                 | Club                            | Gol |
| --- | -------------------- | ------------------------------- | --- |
| 1   | Lembit Rajala        | Flora Tallinn                   | 16  |
| 2   | Maksim Gruznov       | Lantana Tallinn                 | 12  |
| 3   | Ivan O'Konnel-Bronin | JK Tervis Pärnu / Flora Tallinn | 8   |
| 3   | Andrei Borissov      | Lantana Tallinn                 | 8   |
| 3   | Aleksandr Olerski    | Tevalte-Marlekor Tallinn        | 8   |
| 3   | Boriss Nejolov       | FC Narva Trans                  | 8   |
| 3   | Dmitri Ustritski     | Sadam Tallinn                   | 8   |